# Cantharellus lilacinus
Cantharellus lilacinus är en svampart som beskrevs av Cleland & Cheel 1919. Cantharellus lilacinus ingår i släktet Cantharellus och familjen kantareller.   Inga underarter finns listade i Catalogue of Life.